# Iracema do Oeste
Iracema do Oeste é um município brasileiro do estado do Paraná. Ocupa uma área de 81.538 km² e sua população, conforme estimativas do IBGE de 2021, era de 2 216 habitantes, sendo o 384° município mais populoso do Paraná.

## História
O origem do município iniciou-se em 1952, quando famílias ocuparam terras na região. Em meados da década de 1950 já na condição de vilarejo, com uma quantidade considerável de casas, loteamentos e comércio, a localidade foi ligado administrativamente a cidade de Cascavel. Com a emancipação política de Formosa do Oeste, em junho de 1961, a vila passou a pertencer a esta nova cidade. Em 1964 foi oficializado o nome de Vila Iracema, como já era conhecida a localidade, sendo uma homenagem dos pioneiros a Iracema Tricário, filha de Paulo Tricário, o primeiro a comprar um loteamento na região. Em 26 de novembro de 1973, a "Vila de Iracema" é elevada a categoria de "Distrito Judicial" com a condição de eleger seus representantes. O primeiro vereador que ficou responsável para representar o distrito foi Gregório Eugênio da Silva.
Em 1988 foram eleitos dois vereadores representantes do distrito: Lourival Bernadino e Dirceu Celestino Machado. Lourival retomou uma pauta criada em 1986 sobre a emancipação do distrito e com a ajuda do deputado estadual e presidente da ALEP, Aníbal Khury, e líderes da comunidade, conseguiu marcar um plebiscito para março de 1990 com o objetivo de determinar se os moradores do distrito desejavam sua emancipação política. Com 96% dos votos pelo "sim" da emancipação, em 4 de julho de 1990 (data do aniversário da cidade) foi assinada, pelo governador Álvaro Dias, a lei estadual n.° 9.310 que elevou o distrito para a categoria de município com o nome de "Iracema do Oeste". Ainda levou-se dois anos e meio para a sua instalação oficial, ocorrido em 1 de janeiro de 1993, depois da criação da Câmara, do Fórum e da Prefeitura Municipal. Em 3 de outubro de 1992, Dirceu Celestino Machado foi eleito o primeiro prefeito do município.

## Economia
O predomínio econômico do município sempre foi da agricultura. Na época da colonização da região, a cultura que mais representava a economia era o café e o milho, arroz, feijão, porém, na atualidade é o plantio de soja que mais se encontra nas fazendas locais. A pequena indústria, concentrada em fabricantes de bolachas, biscoitos e roupas, também ajudam no produto interno bruto local.

## Turismo
Em Iracema do Oeste ocorre a "Festa da Leitoa Desossada", prato típico do município, que ocorre anualmente entre os meses de julho e agosto. Em alguns anos a data da festa acontece junto com as festividades do aniversário da cidade, 4 de julho, mas quando isso não ocorre,  a festa gastronômica também comemora a emancipação política local.